# Lorenzo Salvi

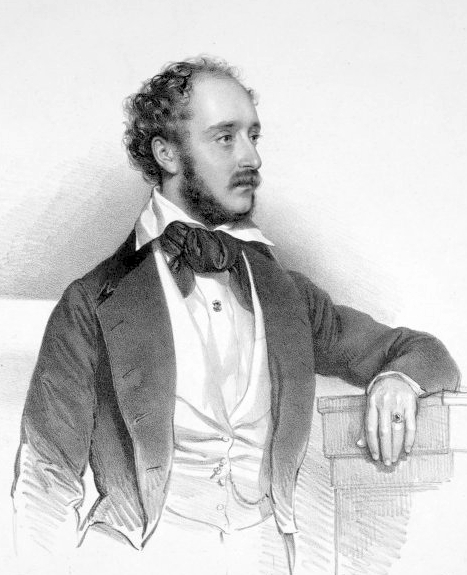
Lorenzo Salvi (litografia di Josef Kriehuber)

Lorenzo Salvi (Ancona, 4 maggio 1810 – Bologna, 16 gennaio 1879) è stato un tenore italiano.

## Biografia
Esordì il 28 febbraio 1830 al Teatro San Carlo di Napoli nella prima esecuzione dell'opera di Gaetano Donizetti Il diluvio universale, in una parte secondaria con Luigi Lablache. Dal 1831 risiedette a Roma in via di affermazione artistica dove nel 1833 è Fernando nella prima assoluta di Il furioso all'isola di San Domingo con Giorgio Ronconi al Teatro Valle. 
Nel 1834 al San Carlo è Zampa di Ferdinand Hérold con Fanny Tacchinardi e Lablache e al Teatro degli Avvalorati di Livorno Guido ne I crociati a Tolemaide di Giovanni Pacini con Clorinda Corradi.
Nel 1835 a Livorno è Elvino ne La sonnambula e al San Carlo Don Ottavio in Don Giovanni con Caroline Unger, la Tacchinardi e Lablache e Nemorino ne L'elisir d'amore con la Tacchinardi e Lablache.
Nel 1836 al Teatro Nuovo è Daniel nella prima assoluta di Betly di Donizetti.
Nel 1837 al San Carlo con Ronconi è Tamas in Gemma di Vergy e il protagonista di Torquato Tasso.
Fu un ottimo interprete delle opere anche più celebri di Donizetti come Lucia di Lammermoor e Lucrezia Borgia. 
Nel 1839 esordì al Teatro alla Scala di Milano, con un'opera di Federico Ricci Un duello sotto Richelieu con Marietta Brambilla ed Ignazio Marini, Gianni di Parigi di Donizetti e il 17 novembre dello stesso anno (e repliche) nella prima assoluta dell'opera di Giuseppe Verdi Oberto, Conte di San Bonifacio, nel ruolo di Riccardo e al Teatro Regio di Torino Arnoldo in Guglielmo Tell diretto da Giovanni Battista Polledro con Luigia Abbadia.
Prese parte alla prima rappresentazione anche dell'opera buffa di Giuseppe Verdi Un giorno di regno, presso il Teatro alla Scala, ma fu un grande insuccesso, perché l'opera non piacque per niente e fu aspramente criticata.
Nel 1840 interpretò Tonio de La figlia del reggimento di Donizetti nella première dell'opera presso il Teatro alla Scala. Canterà presso il massimo teatro milanese, interpretando molti ruoli, fino al 1842.
Nel 1843 prese parte alla prima rappresentazione dell'opera di Saverio Mercadante Il reggente, presso il Teatro Regio di Torino.
Cantò anche a Vienna, Torino, Genova, Roma, Padova, Bergamo e al Théâtre des Italiens a Parigi nel 1843 nella Lucia di Lammermoor.
In seguito cantò all'Opera Italiana di San Pietroburgo per tre anni.
Nel 1847 si esibì al Covent Garden di Londra e nel 1859 sbarcò negli Stati Uniti, a New York, e l'anno successivo al Teatro de L'Avana a Cuba. Si ritirò infine dopo una serie di concerti attraverso gli Stati Uniti.
Fu il primo esecutore dell'inno ufficiale dello Stato messicano il 16 settembre 1854, diretto dall'autore del brano Jaime Nunó.
Oltre alle opere di Donizetti figurarono nel suo repertorio opere di Verdi, Bellini e Rossini.
Lorenzo Salvi riposa nella tomba di famiglia, nella Sala delle Catacombe della Certosa di Bologna, assieme alla moglie Adelina Spech Salvi, nota soprano, e al fratello di lei, Eliodoro Spech.

## Ruoli creati
- Cam ne Il diluvio universale di Donizetti (28 febbraio 1830, Napoli)
- Fernando ne Il furioso all'isola di San Domingo di Donizetti (2 gennaio 1833, Roma)
- Daniel in Betly di Donizetti (24 agosto 1836, Napoli)
- Il conte di Chalais in Un duello sotto Richelieu di Ricci (17 agosto 1839, Milano)
- Il ruolo del titolo in Gianni di Parigi di Donizetti (10 settembre 1839, Milano)
- Riccardo in Oberto, Conte di San Bonifacio di Verdi (17 novembre 1839, Milano)
- Vilfredo ne Il templario di Nicolai (11 febbraio 1840, Torino)
- Edoardo di Sanval ne Un giorno di regno di Verdi (5 settembre 1840, Milano)
- Oliviero in Adelia di Donizetti (11 febbraio 1841, Roma)
- Murray ne Il reggente di Mercadante (2 febbraio 1843, Torino)